# Rojstvo Venere (Redon)
Rojstvo Venere je slika, ki jo je leta 1912 naslikal Odilon Redon in je bila razstavljena v Muzeju moderne umetnosti v New Yorku (država New York).
S svojimi dimenzijami in obdelavo to delo s svojo eterično in trezno lirično atmosfero spominja na velike okrasne plošče, ki jih je Redon izdelal za nekatere približno v istem času: za nekatere leta 1910, za druge nekaj časa prej.
Bila je darilo družinske zbirke Iana Woodnerja Muzeju moderne umetnosti.